# 酸水素溶接
酸水素溶接（さんすいそようせつ、英語：oxygen-hydrogen welding）とは、水素ガスを用いるガス溶接の一種である。溶接の方法はいたって簡単で、水素ガスと酸素の混合ガスを燃焼させ、母材を融解させ接合させるものである。溶接の中では融接に含まれる。同分類されているもので酸素アセチレン溶接がある。これは、使用されているガスが違うだけで、原理は酷似している。